# Liga Regional Obereña de Fútbol
La Liga Regional Obereña de Fútbol es una de las 7  ligas regionales de fútbol de la Provincia de Misiones, en Argentina. Actualmente cuenta con catorce instituciones directamente afiliadas. Los mejores equipos de esta liga cuentan con cupos para el Torneo Provincial de la Fe.Mi.Fu. y el Torneo Regional Amateur. Sus equipos más representativos son Atlético Oberá, Exalumnos 185, AEMO, Racing, Olimpia/San Antonio, Atlético Alem, Atlético Iguazú, Atlético Campo Viera, River de Villa Bonita, River de Sant Rita, San Martín de 25 de Mayo, Atlético Aristóbulo del Valle y Atlético Campo Grande, y este año se sumó Atlético JC/Independiente de Campo Viera. La Liga Regional Obereña de Fútbol es una asociación deportiva afiliada y supervisada por el Consejo Federal. Este Consejo está asociado directamente con la Asociación de Fútbol Argentino (A.F.A.), y controla 210 ligas regionales.
Su jurisdicción comprende los departamentos de Oberá, Cainguás, Guaraní, Leandro N. Alem y 25 de Mayo. 
Hoy cuenta con competencias en Primera División, Cuarta División, Fútbol Femenino, Divisiones Inferiores y Fútsal FIFA. 

## Historia
En el mes de marzo de 1947, se reúnen en el local del Comando de Gendarmería Nacional, por invitación del 2.º Cdte.  Alberto José Soler, los presidentes y delegados de los clubes locales que practicaban fútbol, con el objetivo de constituir una liga o asociación que los agrupe para fomentar la práctica de este deporte, bajo la fiscalización de una correcta organización.
Se hacen presentes Alfonso Feversani (Club Atlético Oberá), Virginio Marín (Independiente Tenis Club), Francisco Morchio y Juan Cabrera (Recreativo Juventud), Pedro Ortigoza y Juan G. Cáceres (Club Olimpia), César Nicola (Correos y Telecomunicaciones), Alfredo Seoane y Juan De Dios Mijangos (Atlético Libertad), Daniel Paciello y Leandro Morales (Exalumnos 185), Héctor Barrere (Boca Jrs.) y el Ayudante José Otero por el Escuadrón. 
Se dejó constituida la Liga Obereña de Fútbol de la siguiente manera: Daniel Ramírez (Presidente), Julio César Sagredo (Vicepte.), Florencio Sánchez y Jorge Leguía (Secretarios), Juan de Dios Mijangos (Tesorero), Juan Kornowski (Protesorero), integrando los demás delegados el Consejo Directivo con el cargo de Vocales.
Además de los clubes mencionados, llegaron a integrar la Liga: Juventud de San Javier, Colonial de Cerro Azul, Talleres, Atlético Iguazú y Atlético Alem de Leandro N. Alem, Juan Munaretto de Guaraní, Escuela Nacional de Guaraní, Yerbal de Mártires, Rosario Central de Campo Ramón, River de Villa Bonita, River de Santa Rita, Panambí, Independiente y Atlético Campo Viera de Campo Viera, Atlético Campo Grande, Atlético Aristóbulo del Valle, Kilómetro 212 de Salto Encantado, San Martín de 25 de Mayo, Pindaytí y Exalumnos 453 de San Vicente, Tealera de Dos de Mayo, Sporting de Santo Pipó, Atalanta, San Antonio, Huracán, Libertad, Racing de Villa Svea y AEMO de Oberá y El Soberbio.
En 1953, la Liga Regional Obereña de Fútbol se afilia a la Asociación de Fútbol Argentino (AFA).
Fueron presidentes históricos de la LROF, César Nicola, Edgardo Mattos, Antonio María Etcheto, César Novello, Tomás A. Godoy, Héctor Moscón, Manuel Carlos y Miguel Roa. Desde 1969 a 1990 ejerció la presidencia Enrique Gualdoni Vigo y desde 1990 a 2020 lo hizo Juan Carlos Rossberg, ambos integraron el Consejo Federal de AFA.  Actualmente, el presidente de la liga es Raúl Benítez.

## Clubes afiliados
Asoc. Ex Alumnos Escuela 185
|-
|
Club Atlético Alem
|-
|
Club Atlético Iguazú (Leandro N. Alem)
|-
|
Club Atlético Olimpia
|-
|
Club Atlético Oberá
|-
|
AEMO
|-
|
Asociación Racing Club (Villa Svea)
|-
|
Club Atlético Campo Viera
|-
|
Club Atlético Aristóbulo del Valle
|-
|
Club Atlético Campo Grande
|-
|
Club San Martín (25 de Mayo (Misiones))
|-
|
Social River de Santa Rita(Misiones)
|-
|
Club Atlético River (Villa Bonita)
|-
|
Club Atlético JC Independiente (Campo Viera)
|-
|
Deportivo Rosario (Leandro N. Alem)
|-
|
Escuela de Fútbol San Antonio (Oberá)
|-
|

## Equipos en Primera División
Como en todas las ligas regionales de carácter amateur de la República Argentina, el número de equipos en competición suele variar con frecuencia entre cada temporada, aquí la lista de los clubes que están participando de la Primera División.
| Equipo                                       |
| -------------------------------------------- |
| Club de Exalumnos Escuela N°185              |
| Club Atlético Alem                           |
| Club Atlético Oberá                          |
| Alianza Olimpia - San Antonio                |
| Asociación Racing Club (Villa Svea)          |
| Club Atlético Aristóbulo del Valle           |
| Club San Martín (25 de Mayo (Misiones))      |
| Club Atlético JC Independiente (Campo Viera) |
| Club Atlético Campo Viera                    |
| Club Atlético Iguazú (Leandro N. Alem)       |
| A.E.M.O (Oberá)                              |
| Club Atlético Campo Grande                   |
| Club Atlético River de Villa Bonita          |

## Formato de competición
Los torneos suelen variar su formato depende la cantidad de equipos inscriptos en Primera División. La temporada se divide entre Apertura y Clausura, y a su vez en una primera y segunda rueda. La primera consiste en partidos entre cada uno de los clubes donde se decidirá un campeòn por suma de puntos, finalizada ésta se comienza una segunda rueda donde se invierten las localias de cada equipo y se corona otro equipo. Al finalizar éstas, los dos equipos que se hayan coronado campeòn en cada una de las fases se disputarán el título en una final a ida y vuelta, en el caso de que sea el mismo equipo el ganador de ambas fases se coronará campeón del torneo automáticamente.

## Clasificaciones
Ya sea por méritos futbolìsticos o por invitación los equipos de esta liga tienen el derecho de participar del Torneo Provincial (o Torneo de la U.Mi.Fu.) y del Torneo del Interior.

## Clásicos
- Exalumnos 185 vs Club Atlético Olimpia (Super Clásico obereño)
- Exalumnos 185 vs Club Atlético Oberá (El Clásico más antiguo de Oberá)
- Club Atlético Alem vs Club Atlético Oberá (los Decanos de Oberá y Leandro N. Alem)
- Club Atlético Alem vs Club Atlético Iguazú (equipos de Leandro N. Alem)
- Club Social River vs San Martín de 25 de Mayo (Clásico del Alto Uruguay)
- Club Atlético Campo Grande vs Club Atlético Aristóbulo del Valle (clásico de la Zona Centro)
- Club Atlético JC/Independiente vs Club Atlético Campo Viera (Clásico de Campo Viera)